# Церква Різдва Пресвятої Богородиці (Підгороднє)
Церква Різдва Пресвятої Богородиці в Підгородньому — парафія і храм греко-католицької громади Великоглибочанського деканату Тернопільсько-Зборівської архієпархії Української греко-католицької церкви в селі Підгородньому Тернопільського району Тернопільської области.

## Історія церкви
Греко-католицький храм Різдва Пресвятої Богородиці був збудований у 1908 році. Парафія належала до УГКЦ до 1946 року і відновила свою діяльність 24 липня 1991 року. З 1991 по 1992 роки храм використовувався почергово громадами УГКЦ та УАПЦ, але у 1992 році перейшов у повне користування УГКЦ.
У 1993 році громада, яка значно зросла з довоєнних часів, ухвалила рішення збудувати новий, більший храм. Фундамент заклали навколо старої церкви, а після завершення будівництва стару споруду розібрали. Завдяки зусиллям громади та пароха о. Івана Якиміва будівництво завершилося у 1995 році. Частину коштів було отримано за сприяння вихідця з села о. Володимира Заблоцького, який навчався в США. Церкву розписав художник з Тернополя Микола Бронецький, він також виготовив іконостас. Новий храм освятив владика Михаїл Сабрига 21 вересня 1995 року на свято Різдва Пресвятої Богородиці.
Під час служіння о. Івана Чайківського відбудували парафіяльне проборство. Востаннє єпископську візитацію на парафії здійснив 7 жовтня 2012 року митрополит Василій Семенюк з нагоди початку місії, яку проводили отці Редемптористи о. Михаїл Шевчишин та о. Роман Жиравецький.
При парафії діють Параманне братство, братство Фатімської Матері Божої, Марійська та Вівтарна дружини. Катехизацію проводить парох разом зі своєю дружиною Галиною. На території парафії розташовані вісім капличок та фігур на честь Пресвятої Богородиці, біля яких у травні щороку відправляють маївки. На церковному подвір'ї також є одна капличка, 14 стацій Хресної дороги, символічна могила Борцям за волю України та місійний хрест.

## Парохи
- о. Степан Ратич,
- о. Богдан Романишин,
- о. Іван Пасіка,
- о. Тимотей Симбай,
- о. Микола Когут,
- о. Микола Збир,
- о. Мар'ян Кашуба,
- о. Мокрий (1946—1968),
- о. Павло Репела (1991—1992),
- о. Іван Якимів (1992—2011),
- о. Іван Чайківський (з листопада 2011).